# Acanthogorgia procera
Acanthogorgia procera är en korallart som först beskrevs av Moroff 1902.  Acanthogorgia procera ingår i släktet Acanthogorgia och familjen Acanthogorgiidae. Inga underarter finns listade i Catalogue of Life.